# Horst Tappe
Horst Tappe (* 13. Mai 1938 in Gütersloh, Deutschland; † 21. August 2005 in Vevey, Schweiz) war ein deutscher Fotograf, der seit 1963 in der Schweiz lebte.

## Leben
Horst Tappe wurde 1938 (nicht 1941, wie teilweise publiziert) in Gütersloh geboren. Nach der Grundausbildung in einem traditionellen Fotoatelier besuchte er die Kurse von Marta Hoepffner an der Schule für experimentelle Fotografie in Hofheim am Taunus bei Frankfurt am Main. An der Fotoschule im schweizerischen Vevey schloss er seine Ausbildung bei Oswald Ruppen mit dem Erwerb des Schweizer Meisterdiploms ab.

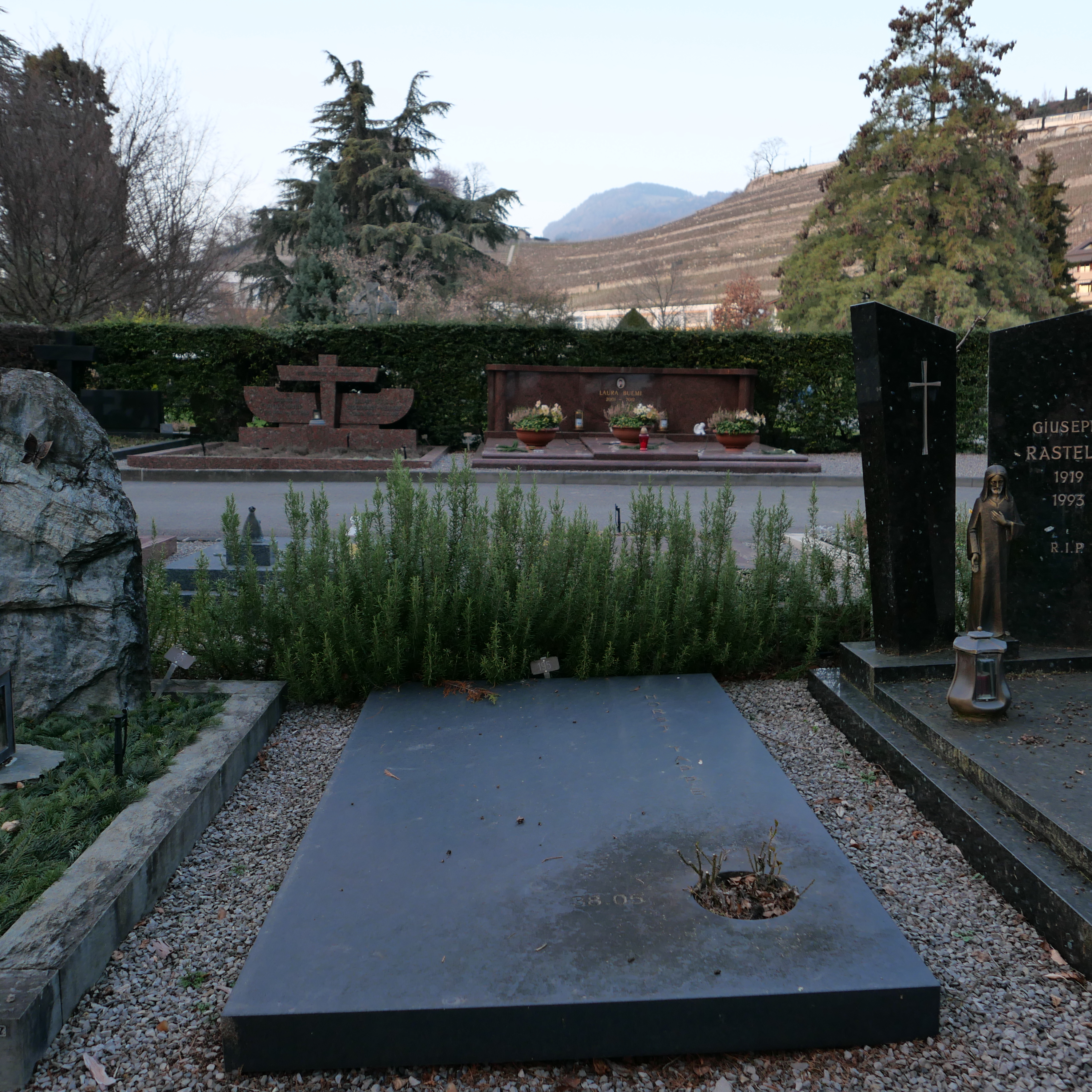
Tappes Grab im Jahr 2024

Von 1965 bis zu seinem Tod lebte und arbeitete er in Territet-Veytaux an der Waadtländer Riviera. Regelmäßig reiste er in die Großstädte Europas, wo er mit Vorliebe Persönlichkeiten der bildenden Kunst, der Literatur, der Musik und der Politik fotografierte. Tappes Porträtfotografien erscheinen seit Jahrzehnten weltweit in Tageszeitungen und Zeitschriften und wurden in zahlreichen Personalausstellungen der Öffentlichkeit präsentiert.
Tappe war während vieler Jahre mit dem Schriftsteller Vladimir Nabokov (1899–1977) und dem Maler und Grafiker Oskar Kokoschka (1886–1980) befreundet. Beide lebten wie Tappe am Genfersee, der Fotograf verewigte beide in unzähligen Porträts; eine Auswahl dieser Fotos – ergänzt um Zitate der Porträtierten – liegt in Form zweier Bücher vor.
Nur wenige Monate nach der Veröffentlichung seines Kokoschka-Bildbandes starb Horst Tappe im Alter von 67 Jahren nach kurzer schwerer Krankheit im Hôpital du Samaritain in Vevey. Er fand seine letzte Ruhestätte auf dem Friedhof von Clarens, wo u. a. auch Nabokov und Kokoschka begraben sind.

## Werke
Porträtfotografien von rund 5000 Schriftstellern, bildenden Künstlern, Musikern, Politikern und Prominenten – unter ihnen Konrad Adenauer, Isabel Allende, W. H. Auden, Willy Brandt, Elias Canetti, Charlie Chaplin, Noël Coward, Salvador Dalí, Ian Fleming, Patricia Highsmith, Ernst Jünger, Gabriel García Márquez, Pablo Picasso, Ezra Pound, Salman Rushdie, Georges Simenon, Susan Sontag, Wole Soyinka, Igor Strawinsky und Peter Ustinov.

## Ausstellungen
1999: Montreux, Cognac; 2000: Saint-Malo; 2002: Bern, Sankt Petersburg, Basel, Chiasso; 2003: Frankfurt am Main, Hamburg, Moskau; 2004: Stuttgart, Paris; 2005: Leipzig, New York, Washington